# Sei Nazioni 2020
Il Sei Nazioni 2020 (in inglese 2020 Six Nations Championship; in francese Tournoi des Six Nations 2020; in gallese Pencampwriaeth y Chwe Gwlad 2020) fu la 21ª edizione del torneo annuale di rugby a 15 tra le squadre nazionali di Francia, Galles, Inghilterra, Irlanda, Italia e Scozia, nonché la 126ª in assoluto considerando anche le edizioni dell'Home Nations Championship e del Cinque Nazioni.
Noto per motivi di sponsorizzazione come 2020 Guinness Six Nations Championship a seguito di accordo di partnership commerciale con il birrificio irlandese Guinness, si tenne dal 1º febbraio al 31 ottobre 2020.
Svoltosi regolarmente nelle prime tre giornate, subì uno stravolgimento a causa della pandemia di COVID-19 che tra febbraio e marzo 2020 colpì l'Europa e che ne provocò rinvii a causa del blocco totale delle attività sportive per diversi mesi nella fase più acuta dell'emergenza sanitaria: solo a ottobre fu possibile portare a termine la competizione, con sette mesi di slittamento rispetto alla data prevista e a poco più di tre mesi dall'avvio dell'edizione seguente.
Il torneo fu vinto dall'Inghilterra, al suo trentanovesimo successo complessivo, che terminò prima in classifica a pari punti della Francia; si trattò quindi della settima edizione del Sei Nazioni decisa dalla discriminante tra punti fatti e subiti, nonché la decima in assoluto dall'edizione 1994, anno dell'abolizione delle vittorie condivise.
Il valore delle marcature, come stabilito da World Rugby nel 2017, è: 5 punti per ciascuna meta (7 se trasformata), 7 punti per la meta tecnica, 3 punti per la realizzazione di ciascun calcio piazzato, idem per il drop.

## Avvenimenti
La quarta giornata di torneo, che vedeva di scena l'Italia a Dublino contro l'Irlanda, fu interrotta dopo due partite perché il comitato organizzatore del Sei Nazioni, già a fine febbraio 2020, aveva rinviato l'incontro degli Azzurri considerata la situazione di emergenza sanitaria in Nord Italia (undici città, molte delle quali in Lombardia, erano già in lockdown; due settimane più tardi il governo italiano impose restrizioni al movimento della cittadinanza nel quadro di contrasto alla pandemia di COVID-19, di fatto estendendo il lockdown a tutto il territorio nazionale e bloccando qualsiasi attività non essenziale, prime tra tutte quelle sportive.
Il comitato del Sei Nazioni rinviò, a seguire, tutta la quinta giornata; a pandemia in corso, quindi, mancavano quattro partite alla fine del torneo.
In piena estate furono ricalendarizzati gli eventi internazionali sospesi, e gli incontri rimanenti del Sei Nazioni furono collocati negli ultimi fine settimana di ottobre, anche se non fu possibile garantire la presenza degli spettatori sugli spalti, stante il mantenimento di alcune restrizioni.
All'ultima giornata Francia e Inghilterra si presentavano appaiate in testa alla classifica, ma con i britannici in (esiguo) vantaggio di 2 punti nella differenza fatti/subiti (+15 contro +13).
Allo Stadio Olimpico un'Italia inferiore sul piano tecnico ma con buona determinazione riuscì a contenere il passivo a soli 29 punti, perdendo 5-34, risultato in base al quale la Francia avrebbe dovuto battere l'Irlanda con almeno 32 punti di scarto, cosa che non avvenne: gli irlandesi, che avrebbero anch'essi avuto speranze di vittoria finale in caso di contemporanea sconfitta inglese a Roma e loro vittoria con bonus a Saint-Denis, si rivelarono comunque una dura opposizione sul terreno dello Stade de France e persero, alfine, di soli 8 punti consegnando la vittoria agli inglesi.

## Nazionali partecipanti e sedi
| Squadra     | Città            | Impianto interno                   |
| ----------- | ---------------- | ---------------------------------- |
| Francia     | Saint-Denis      | Stade de France                    |
| Galles      | Cardiff Llanelli | Millennium Stadium Parc y Scarlets |
| Inghilterra | Londra           | Twickenham                         |
| Irlanda     | Dublino          | Aviva Stadium                      |
| Italia      | Roma             | Stadio Olimpico                    |
| Scozia      | Edimburgo        | Murrayfield                        |

## Risultati

### 1ª giornata
| Arbitro: | Luke Pearce |

|                                              |      |  |
| Adams 17’, 29’, 80+2’ Tompkins 59’ North 76’ | mt   |  |
| Biggar 29’, 59’ Halfpenny 76’, 80+2’         | tr   |  |
| Biggar 3’, 10’, 15’                          | c.p. |  |

| Arbitro: | Mathieu Raynal |

|                           |      |                               |
| Sexton 10’                | mt   |                               |
| Sexton 10’                | tr   |                               |
| Sexton 34’, 44’, 56’, 72’ | c.p. | 5’, 15’, 51’, 65’ A. Hastings |

| Arbitro: | Andrew Brace |

|                            |      |                  |
| Rattez 6’ Ollivon 19’, 54’ | mt   | 56’, 64’ May     |
| Ntamack 6’, 20’, 54’       | tr   | 58’, 65’ Farrell |
| Ntamack 10’                | c.p. | 80+1’ Farrell    |

### 2ª giornata
| Arbitro: | Romain Poite |

|                                                      |    |                          |
| Larmour 19’ Furlong 31’ van der Flier 44’ Conway 75’ | mt | 27’ Williams 80’ Tipuric |
| Sexton 19’, 44’                                      | tr | 27’ Biggar 80’ Halfpenny |

| Arbitro: | Pascal Gaüzère |

|                      |      |                  |
|                      | mt   | 69’ Genge        |
|                      | tr   | 69’ Farrell      |
| A. Hastings 45’, 78’ | c.p. | 26’, 76’ Farrell |

| Arbitro: | Andrew Brace |

|                                                          |      |                                  |
| Thomas 6’ Ollivon 17’ Alldritt 38’ Ntamack 58’ Serin 75’ | mt   | 24’ Minozzi 65’ Zani 80’ Bellini |
| Ntamack 38’ Jalibert 75’                                 | tr   | 24’, 65’ Allan                   |
| Ntamack 3’, 32’                                          | c.p. | 29’ Allan                        |

### 3ª giornata
| Arbitro: | Ben O'Keeffe |

|  |    |                                     |
|  | mt | 22’ Hogg 46’ Harris 78’ A. Hastings |
|  | tr | 78’ A. Hastings                     |

| Arbitro: | Matthew Carley |

|                      |      |                                      |
| Lewis 47’ Biggar 74’ | mt   | 6’ Bouthier 29’ Willemse 51’ Ntamack |
| Biggar 47’, 74’      | tr   | 6’, 29’, 51’ Ntamack                 |
| Biggar 3’, 25’, 34’  | c.p. | 18’, 63’ Ntamack                     |

| Arbitro: | Jaco Peyper |

|                                   |      |                        |
| Ford 8’ Daly 24’ Cowan-Dickie 61’ | mt   | 50’ Henshaw 83’ Porter |
| Farrell 9’, 25’, 62’              | tr   | 83’ Cooney             |
| Farrell 39’                       | c.p. |                        |

### 4ª giornata
| Arbitro: | Ben O'Keeffe |

|                                |      |                                |
| Watson 3’ Daly 32’ Tuilagi 60’ | mt   | 41’, 80’ Tipuric 77’ Biggar    |
| Farrell 3’, 32’, 60’           | tr   | 41’, 77’, 80’ Biggar           |
| Farrell 15’, 38’, 44’ Ford 51’ | c.p. | 8’, 20’ Halfpenny 40+4’ Biggar |

| Arbitro: | Paul Williams |

|                                |      |                        |
| Maitland 40’, 44’ McInally 64’ | mt   | 33’ Penaud 75’ Ollivon |
| Hastings 44’, 64’              | tr   | 33’, 75’ Jalibert      |
| Hastings 11’, 18’, 36’         | c.p. | 61’ Jalibert           |

| Arbitro: | Matthew Carley |

|                                                                         |      |                               |
| Stander 7’ Keenan 29’, 35’ Connors 60’ Sexton 64’ Aki 68’ Heffernan 79’ | mt   | 54’ Padovani 80+2’ P. Garbisi |
| Sexton 7’, 29’, 35’, 60’, 68’ Byrne 79’                                 | tr   | 54’, 80+2’ P. Garbisi         |
| Sexton 13’                                                              | c.p. | 3’ P. Garbisi                 |

### 5ª giornata
| Arbitro: | Andrew Brace |

|               |      |                                    |
| Carre 31’     | mt   | 60’ McInally                       |
| Biggar 31’    | tr   |                                    |
| Halfpenny 65’ | c.p. | 9’ Russell 40+1’ Hastings 79’ Hogg |

| Arbitro: | Pascal Gaüzère |

|              |      |                                               |
| Polledri 17’ | mt   | 4’, 41’ Youngs 51’ George 66’ Curry 71’ Slade |
|              | tr   | 4’, 41’, 51’ Farrell                          |
|              | c.p. | 12’ Farrell                                   |

| Arbitro: | Wayne Barnes |

|                                                          |      |                                     |
| Dupont 6’ Meta di punizione 30’ Ntamack 43’ Vakatawa 70’ | mt   | 18’ Healy 59’ Henshaw 80’ Stockdale |
| Ntamack 6’, 70’                                          | tr   | 18’, 59’ Sexton 80’ R. Byrne        |
| Ntamack 38’, 47’, 52’                                    | c.p. | 25’, 32’ Sexton                     |

## Classifica
| Pos | Squadra     | G | V | N | P | PF  | PS  | DP   | BMP | Pt |
| --- | ----------- | - | - | - | - | --- | --- | ---- | --- | -- |
| 1   | Inghilterra | 5 | 4 | 0 | 1 | 121 | 77  | +44  | 2   | 18 |
| 2   | Francia     | 5 | 4 | 0 | 1 | 138 | 117 | +21  | 2   | 18 |
| 3   | Irlanda     | 5 | 3 | 0 | 2 | 132 | 102 | +30  | 2   | 14 |
| 4   | Scozia      | 5 | 3 | 0 | 2 | 77  | 59  | +18  | 2   | 14 |
| 5   | Galles      | 5 | 1 | 0 | 4 | 119 | 98  | +21  | 4   | 8  |
| 6   | Italia      | 5 | 0 | 0 | 5 | 44  | 178 | −134 | 0   | 0  |